# Hemicloeina bluff
Hemicloeina bluff là một loài nhện trong họ Trochanteriidae. Loài này phân bố ở West-Australië en Nam Úc.